# Zelglossoda
× Zelglossoda (abreviado Zgd) es un híbrido intergenérico entre los géneros de orquídeas Cochlioda × Gomesa × Odontoglossum × Oncidium. Fue publicado en Sander's List Orchid Hybrids Addendum 2002-2004: lxx (2005).